# Misja Skalna w Ad-Dajr al-Bahri

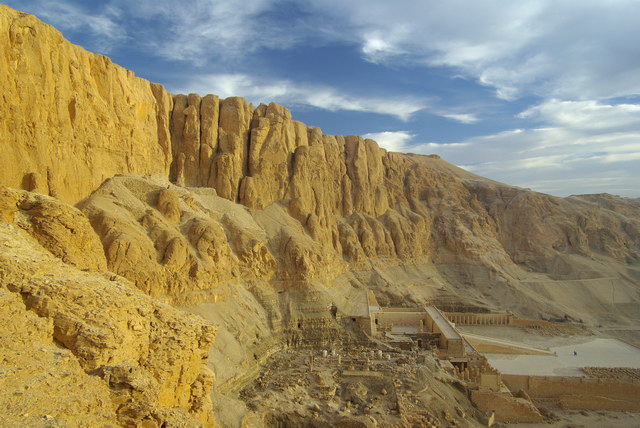
Widok stanowiska archeologicznego Gebel Ragab od strony południowej w dolinie Ad-Dajr al-Bahri

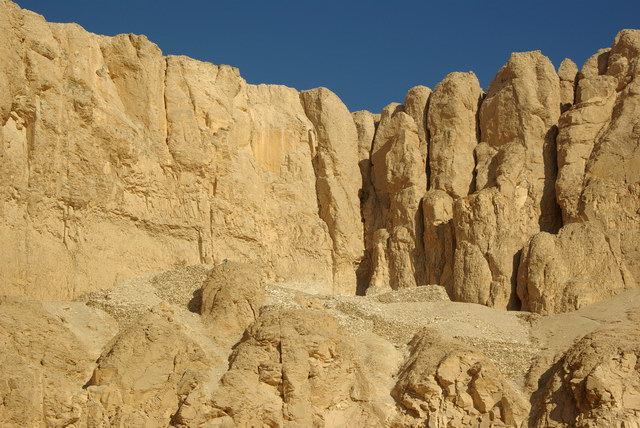
Widok stanowiska archeologicznego Gebel Ragab od strony południowej w dolinie Ad-Dajr al-Bahri

Polsko-egipska Misja Skalna w Ad-Dajr al-Bahri – ekspedycja prowadząca badania archeologiczne na skalnej półce położonej nad świątynią królowej Hatszepsut w Ad-Dajr al-Bahri w Egipcie.